# Rodoviária do Alentejo
A Rodoviária do Alentejo (RA) é a empresa de autocarros que presta serviço em toda a região do Alentejo, em Portugal, cobrindo quase todas as localidades dos distritos de Portalegre, Évora, Beja e parte de Setúbal.
Fundada em 1928, a Rodoviária do Alentejo foi uma das 94 empresas absorvidas em 1975 para a Rodoviária Nacional (RN), tendo sido recriada em 1990 com a transformação desta numa empresa de investimentos e participações. Foi comprada em 1993 pelo Grupo Barraqueiro (da qual ainda mantém a posse da empresa), e após a extinção da Rodoviária Nacional, a Rodoviária do Alentejo ficou também a cargo da família Belos (sendo esta empresa rebatizada de Belos Transportes até à desistência da família em gerir a empresa, em 2000), que dividiu a sua área de operação em 3:
- Belos Alentejana (ou apenas Alentejana. Explorava os corredores da região do Alentejo. Rebatizada para o nome atual a 3 de Janeiro de 2002)[2]
- Belos Ribatejana (ou apenas Ribatejana. Explorava os corredores do Sul do Ribatejo. Absorvida pela Barraqueiro Transportes)
- Belos Setubalense (ou apenas Setubalense. Explorava os corredores de Setúbal e Azeitão. Absorvida pelos TST em 2001)

## Terminais
A Rodoviária do Alentejo atualmente conta tem 4 direções operacionais:
- Évora (sede)
- Beja
- Portalegre
- Santiago do Cacém

Além destas, a Rodoviária do Alentejo também já contou com uma quinta direção operacional localizada em Azeitão, enquanto esta operava na Península de Setúbal, antes do terminal ter sido reconvertido num palacete por uma empresa de Joe Berardo, em 2020.

## Carreiras
A Rodoviária do Alentejo dispõe de 312 autocarros, que servem 204 carreiras urbanas, interurbanas e interregionais, além de serviços de expressos e alugueres ocasionais, cobrindo toda a região do Alentejo, havendo ligações nas carreiras com a região de Setúbal e Lisboa, Algarve, e Badajoz (Espanha).
- 8007 Estremoz ⇆ Évora (via Arraiolos)
- 8011 Juromenha ⇆ Vila Viçosa
- 8012 Beirã ⇆ Portalegre
- 8013 Borba ⇆ Nora
- 8014 Borba ⇆ Orada
- 8015 Elvas ⇆ Estremoz
- 8023 Lagoa de Santo André ⇆ Santiago do Cacém
- 8026 Redondo ⇆ Santa Susana
- 8028 Alvalade ⇆ Foros do Locário
- 8029 Fronteira ⇆ Ponte de Sor (Estação)
- 8032 Beja ⇆ Sines
- 8034 Cuba ⇆ Faro do Alentejo
- 8035 Avis ⇆ Estremoz
- 8039 Portalegre ⇆ Vale da Feiteira
- 8040 Crato (Circulação)
- 8041 Beja ⇆ Vila de Frades
- 8044 Amieira Cova ⇆ Gavião
- 8049 Alfundão ⇆ Ferreira do Alentejo
- 8052 Évora ⇆ Viana do Alentejo
- 8057 Garvão ⇆ Odemira
- 8060 Caia ⇆ Elvas
- 8061 Elvas ⇆ Portalegre
- 8065 Santiago do Cacém → Lagoa de Santo André
- 8068 Portalegre ⇆ Santo António das Areias
- 8069 Elvas ⇆ Santa Eulália
- 8074 Monte da Estrada ⇆ Odemira
- 8076 Évora ⇆ Sabugueiro
- 8077 Cercal do Alentejo ⇆ Sines (Quinta dos Passarinhos)
- 8080 Faias ⇆ Vendas Novas (subst. 4905)
- 8081 Ponte de Sor ⇆ Torre das Vargens
- 8083 Campo Maior ⇆ Elvas
- 8084 Alecrim (Cruz.) ⇆ Grândola (via Bairro Amoreiras e Aldeia do Futuro)
- 8086 Estremoz ⇆ Vila Viçosa
- 8091 Hortas de Baixo ⇆ Portalegre
- 8093 Alvalade ⇆ Santiago do Cacém
- 8094 Santiago do Cacém ⇆ Vila Nova de Milfontes
- 8095 Portel ⇆ Vera Cruz
- 8099 Santiago do Cacém ⇆ Sines
- 8100 Odemira ⇆ Zambujeira do Mar
- 8102 Évora ⇆ Reguengos de Monsaraz (via Montoito)
- 8104 Évora ⇆ Estremoz
- 8106 Cruz de João Mendes ⇆ Santiago do Cacém
- 8128 Cercal do Alentejo ⇆ Ourique
- 8131 Beja ⇆ Selmes
- 8136 Évora ⇆ Torre de Coelheiros
- 8137 Corte do Malhão ⇆ São Martinho das Amoreiras
- 8145 Foros da Afeiteira ⇆ Vendas Novas
- 8146 Cuba ⇆ Évora
- 8148 Sines ⇆ Tróia
- 8155 Aldeia da Serra ⇆ Foros da Fonte Seca
- 8156 Castro Verde ⇆ Ourique
- 8157 Évora ⇆ Nossa Senhora de Machede
- 8162 Gavião ⇆ Ponte de Sor
- 8163 Arraiolos ⇆ Vale do Pereiro
- 8164 São Romão ⇆ Vila Viçosa
- 8169 Estremoz ⇆ Évoramonte
- 8170 Montalvão ⇆ Portalegre
- 8174 Monsaraz ⇆ Reguengos de Monsaraz
- 8178 Montemor-o-Novo ⇆ Mora
- 8184 Reguengos de Monsaraz (Circulação)
- 8186 Castelo Branco ⇆ Portalegre
- 8190 Alcáçovas ⇆ Évora
- 8192 Selmes ⇆ Vidigueira
- 8195 Canal Caveira ⇆ Grândola
- 8196 Canal Caveira ⇆ Grândola (subst. 8195)
- 8197 Grândola ⇆ Lagoa de Melides
- 8201 Freixo ⇆ Redondo
- 8202 Redondo ⇆ Reguengos de Monsaraz
- 8205 Arraiolos ⇆ Évora
- 8209 Alcácer do Sal ⇆ Casebres
- 8214 Sines ⇆ Vila Nova de Milfontes
- 8222 Alcácer do Sal ⇆ Vale do Guiso
- 8225 Alvalade ⇆ Grândola (via Escola do Viso)
- 8228 Grândola ⇆ Rio de Moinhos
- 8232 Alvito ⇆ Beja
- 8239 Ponte de Sor ⇆ Tramaga
- 8241 Belver ⇆ Vale da Feiteira
- 8248 Ourique (Estação) ⇆ Castro Verde
- 8256 Grândola ⇆ Pego
- 8289 Gavião ⇆ Portalegre
- 8292 Cortiçadas do Lavre ⇆ Montemor-o-Novo
- 8313 Galegos ⇆ Portalegre
- 8314 Portalegre ⇆ Santo António das Areias
- 8317 Perolivas ⇆ Reguengos de Monsaraz
- 8319 Alcácer do Sal ⇆ Tróia
- 8327 Abrantes ⇆ Ponte de Sor
- 8328 Alcácer do Sal ⇆ Bairro do Laranjal
- 8330 Barragem do Fratel ⇆ Nisa
- 8331 Monte dos Arneiros ⇆ Nisa
- 8332 Chão da Velha ⇆ Nisa
- 8341 Santiago do Cacém ⇆ Sines (via Santo André)
- 8344 Foros do Mocho ⇆ Ponte de Sor (Estação)
- 8346 Grândola ⇆ Tróia
- 8349 Cuba ⇆ Pedrógão (via Marmelar)
- 8360 Comporta ⇆ Grândola
- 8371 Odemira ⇆ Sabóia
- 8372 Reguengos de Monsaraz ↺ (via São Marcos do Campo)
- 8377 Azaruja ⇆ Évora (via São Miguel de Machede)
- 8393 São Luís ⇆ Vila Nova de Milfontes
- 8399 Santa Eulália ⇆ Vila Boim
- 8411 São Teotónio ⇆ Odemira (via Cavaleiro)
- 8414 Alcácer do Sal ⇆ Monte Novo de Palma
- 8551 Elvas ⇆ Alcácer do Sal (via Évora e Setúbal)
- 8553 Évora ⇆ Portalegre
- 8555 Évora ⇆ Alcácer do Sal
- 8558 Elvas ⇆ Évora
- 8559 Alcácer do Sal ⇆ Lisboa (Oriente)
- 8560 Portalegre ⇆ Lisboa (Oriente) (via Ponte de Sor)
- 8601 Aljustrel ⇆ Alvalade
- 8606 Almodôvar ⇆ Soeiras
- 8607 Beja ⇆ Moura
- 8609 Baleizão ⇆ Beja
- 8611 Beja ⇆ Ferreira do Alentejo
- 8612 Serpa ⇆ Vila Verde do Ficalho
- 8613 Aljustrel ⇆ Beja
- 8614 Aljustrel ⇆ Messejana
- 8615 Beja ⇆ Mombeja (via Trigaches)
- 8616 Beja ⇆ Quintos
- 8617 Beja ⇆ Salvada
- 8619 Serpa ⇆ Vale de Vargo
- 8628 Corte Pequena ⇆ Mértola
- 8632 Mértola ⇆ São Pedro de Solis (via Namorados)
- 8636 Pias ⇆ Vale de Vargo
- 8637 Serpa ↺ (via Vila Nova de São Bento)
- 8750 Almodôvar ↺ (via Senhora Graça de Padrões)
- 8751 Almodôvar ⇆ Felizes (via Dogueno)
- 8753 Almodôvar ⇆ Gomes Aires
- 8754 Almodôvar ⇆ Castro (via Senhora Graça de Padrões)
- 8755 Alvares ⇆ Mértola (subst. 8756)
- 8756 Alvares ⇆ Mértola
- 8757 Beja ⇆ Mértola
- 8758 Almodôvar ⇆ Beja
- 8761 Beja ⇆ Mina Juliana
- 8762 Beja ⇆ Monte João Dias (via Senhora Graça de Padrões e Guedelhas)
- 8763 Beja ⇆ Zambujeira do Mar (via Odemira)
- 8764 Castro Verde ⇆ Figueirinha
- 8765 Aljustrel ⇆ Ferreira do Alentejo
- 8768 Beja ⇆ Vila Real de Santo António
- 8769 Espargosa ⇆ Mértola
- 8770 Mértola ⇆ Mesquita
- 8771 Mértola ⇆ Montes Alves
- 8772 Mértola ⇆ Monte Fialho (via Álamo)
- 8773 Mértola ⇆ Mosteiro
- 8774 Mértola ⇆ Vale do Poço
- 8775 Mina de São Domingos ⇆ Serpa
- 8782 Alcácer do Sal ⇆ Montemor-o-Novo
- 8783 Ferreira do Alentejo ⇆ Odivelas
- 8784 Cercal do Alentejo ⇆ Odemira
- 8791 Vendas Novas ↺ (via Canha)
- 8794 Foros do Arão ⇆ Ponte de Sor
- 8802 Santiago do Cacém ⇆ Santo André (via Hospital do Litoral Alentejano)
- 8808 Elvas ⇆ Santo Aleixo
- 8827 Relva Grande (Escola) ⇆ São Teotónio
- 8829 Furtado ⇆ Vale da Feiteira
- 8902 Amareleja ⇆ Setúbal (parc. dupl. 4902 e 4906)
- 8903 Beira (Estação) ⇆ Portalegre
- 8906 Nisa ⇆ Portalegre
- 8907 Évora ⇆ Valverde (via Nossa Senhora de Guadalupe)
- 8912 Évora ⇆ Montemor-o-Novo (via Nossa Senhora de Guadalupe)
- 8913 Évora ⇆ Mora
- 8914 Santiago do Cacém ⇆ Vale das Éguas
- 8916 Évora ⇆ Montemor-o-Novo (via Santiago do Escoural)
- 8917 Alandroal ⇆ Évora
- 8918 Évora ⇆ Montes Juntos (via Reguengos de Monsaraz)
- 8919 Avis ⇆ Évora
- 8920 Alcácer do Sal ⇆ Barrancão
- 8922 Lagoa de Santo André ⇆ Sines (via Santo André)
- 8923 Odeceixe ⇆ Santiago do Cacém (via Odemira e Cercal)
- 8925 Lavre ⇆ Vendas Novas
- 8928 Odemira ⇆ Taipas Meio
- 8930 Monsaraz ⇆ Reguengos de Monsaraz
- 8931 Reguengos de Monsaraz ⇆ Vila Viçosa (via Montes Juntos)
- 8933 Montemor-o-Novo ⇆ Viana do Alentejo
- 8935 Nisa ⇆ Portalegre
- 8936 Gafete ⇆ Portalegre
- 8937 Arraiolos ⇆ Vale do Pereiro (via Igreijinha)
- 8939 Alcácer do Sal ⇆ Torrão
- 8940 Elvas ⇆ Montemor-o-Novo
- 8941 Estremoz ⇆ Veiros
- 8942 Odeceixe ⇆ Santiago do Cacém
- 8943 Setúbal ⇆ Sines
- 8945 São Vicente ⇆ Vila Boim
- 8946 Évora ⇆ Estremoz (via São Miguel e Azaruja)
- 8947 São Teotónio ⇆ Sabóia (via Vale de Touriz)
- 8948 Campo Maior ⇆ Portalegre
- 8949 Setúbal ⇆ Vidigueira
- 8950 Mora ⇆ Valongo
- 8951 Avis ⇆ Ponte de Sor
- 8952 Ponte de Sor ⇆ Portalegre
- 8953 Cunheira ⇆ Portalegre
- 8954 Odemira (Circulação)
- 8956 Beja ⇆ Monforte (via Évora)
- 8958 Aldeia Pias ⇆ Vila Viçosa
- 8964 Cercal do Alentejo ⇆ Odemira (via Vila Nova de Milfontes)
- 8965 Ponte de Sor ⇆ Vale da Bica
- 8967 Estremoz ⇆ Monforte (via Santo Aleixo)
- 8968 Fronteira ⇆ Portalegre
- 8970 Campo Maior ⇆ Ouguela
- 8971 Fronteira ⇆ Portalegre (via Alter do Chão)
- 8973 Avis ⇆ Montinho
- 8975 Cabrela ⇆ Évora (via Vendas Novas)
- 8976 Elvas ⇆ Évora
- 8980 Cabrela ⇆ Setúbal (via Vendas Novas)
- 8993 Luzianes ⇆ Sabóia
- 8994 Ponte Fontainhas ⇆ Santiago do Cacém
- 8997 Moinho Novo ⇆ Vendas Novas